# Oberea pseudolacana
Oberea pseudolacana là một loài bọ cánh cứng trong họ Cerambycidae.